# Nicolas Grenon
Nicolas Grenon (ur. około 1380, zm. 1456 w Cambrai) – francuski kompozytor.

## Życiorys
Prawdopodobnie kształcił się w Paryżu. W 1399 roku był klerykiem przy katedrze Notre-Dame, pełnił też funkcję kanonika przy kościele Saint-Sépulcre. W 1401 roku został subdiakonem, a później diakonem. W latach 1403–1408 kierował chórem chłopięcym przy katedrze w Laon, następnie w latach 1408–1409 był śpiewakiem i nauczycielem gramatyki przy katedrze w Cambrai. Od 1412 do 1419 roku pozostawał w służbie księcia burgundzkiego Jana bez Trwogi. Po śmierci księcia wrócił do Cambrai, gdzie w 1421 roku otrzymał stanowisko maître de musique w katedrze. W latach 1425–1427 przebywał w Rzymie, gdzie  był kierownikiem chóru chłopięcego kapeli papieskiej Marcina V. W 1437 roku przebywał w Brugii, w 1440 roku wrócił do Cambrai, gdzie mieszkał do śmierci.

## Twórczość
Należał, obok Dufaya i Binchoisa, do czołowych twórców szkoły burgundzkiej. Z jego twórczości zachowało się pięć 3-głosowych pieśni świeckich (3 ronda, 1 ballada i 1 virelai), trzy motety 4-głosowe i jeden motet 3-głosowy oraz niekompletne Et in terra. Pieśni świeckie reprezentują typ polifonicznej chanson francuskiej, dominującą rolę pełni w nich element brzmieniowy. Strukturę tonalnobrzmieniową wyznaczają w nich superius i tenor, kontratenor pełni natomiast rolę głosu uzupełniającego. Motety Grenona stylistycznie zaliczają się do nurtu ars nova, konsekwentnie stosowana jest w nich technika izorytmiczna we wszystkich głosach.